# Langues mairasi
Les langues mairasi sont une famille de langues papoues parlées en Indonésie, dans la province de Papouasie occidentale.

## Classification
Les langues mairasi ne sont, pour Ross, comme pour Haspelmath, Hammarström, Forkel et Bank, apparentées à aucune autre famille de langues papoues.

## Liste des langues
Les langues mairasi sont :
- mer
- langues du noyau mairasi
  - mairasi
  - semimi